# ریزگرانش

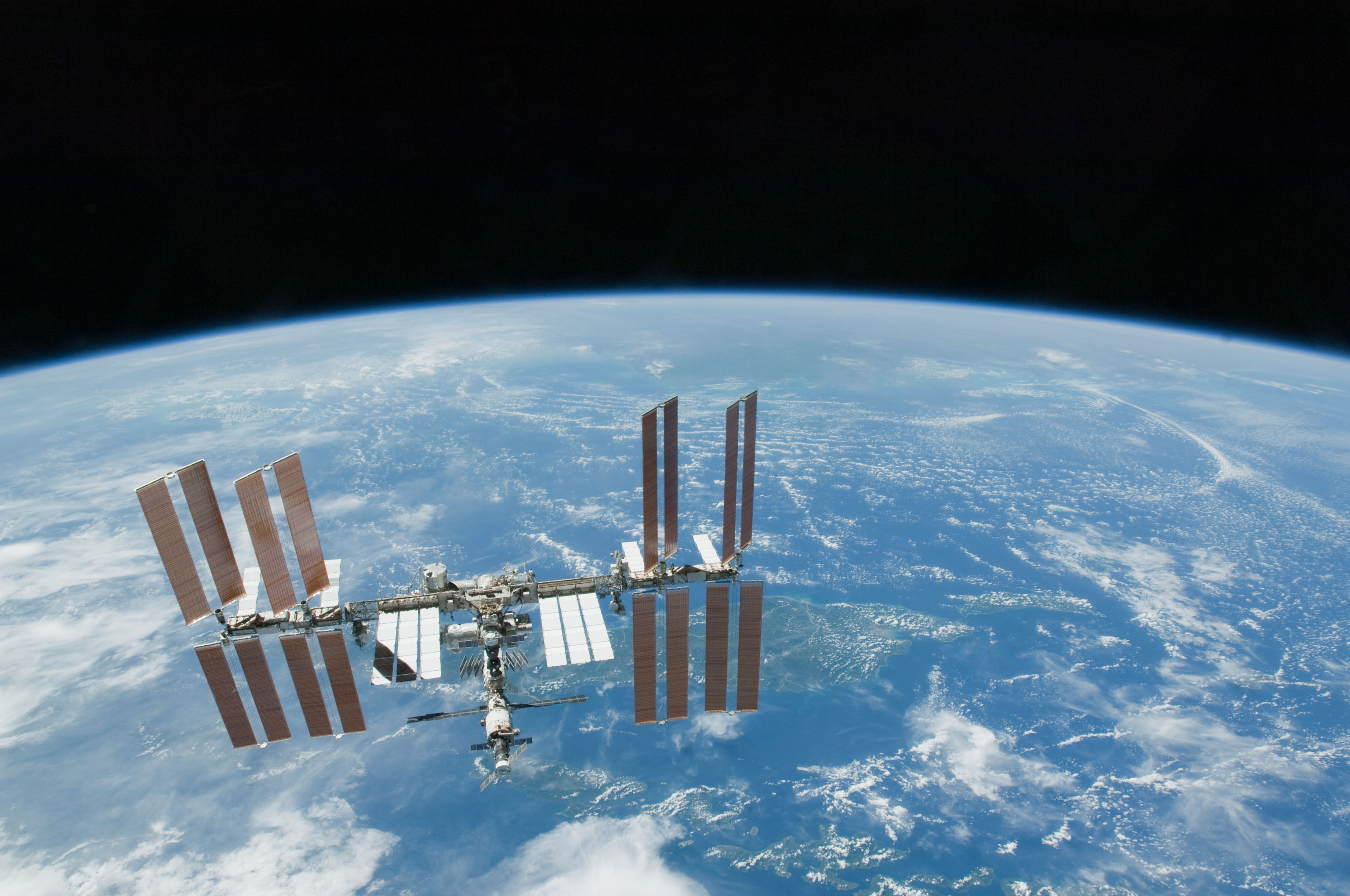
ایستگاه فضایی بین‌المللی در مدار پیرامون زمین، February 2010. The ISS is in a micro-g environment.

ریزگرانش یا میکروگرانش (همچنین µg) به شرایطی گفته می‌شود که همانند بی‌وزنی و گرانش صفر (zero-g) است با این تفاوت که نیروی گرانش دقیقاً صفر نیست و مقدار کوچکی دارد.
نماد ریزگرانش، µg، همچنین به عنوان نشانه‌ای برای پروازهای اس‌تی‌اس-۸۷ و اس‌تی‌اس-۱۰۷ شاتل فضایی بکار می‌رود، چراکه این پروازها به منظور پژوهش دربارهٔ میکروگرانش در مدار نزدیک زمین انجام شد.

## نگارخانه

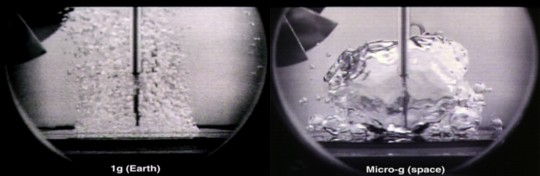
همسنجی آب جوشان در گرانش زمین،1g(چپ) و میکروگرانش (راست). سرچشمه گرما در پایین عکس.
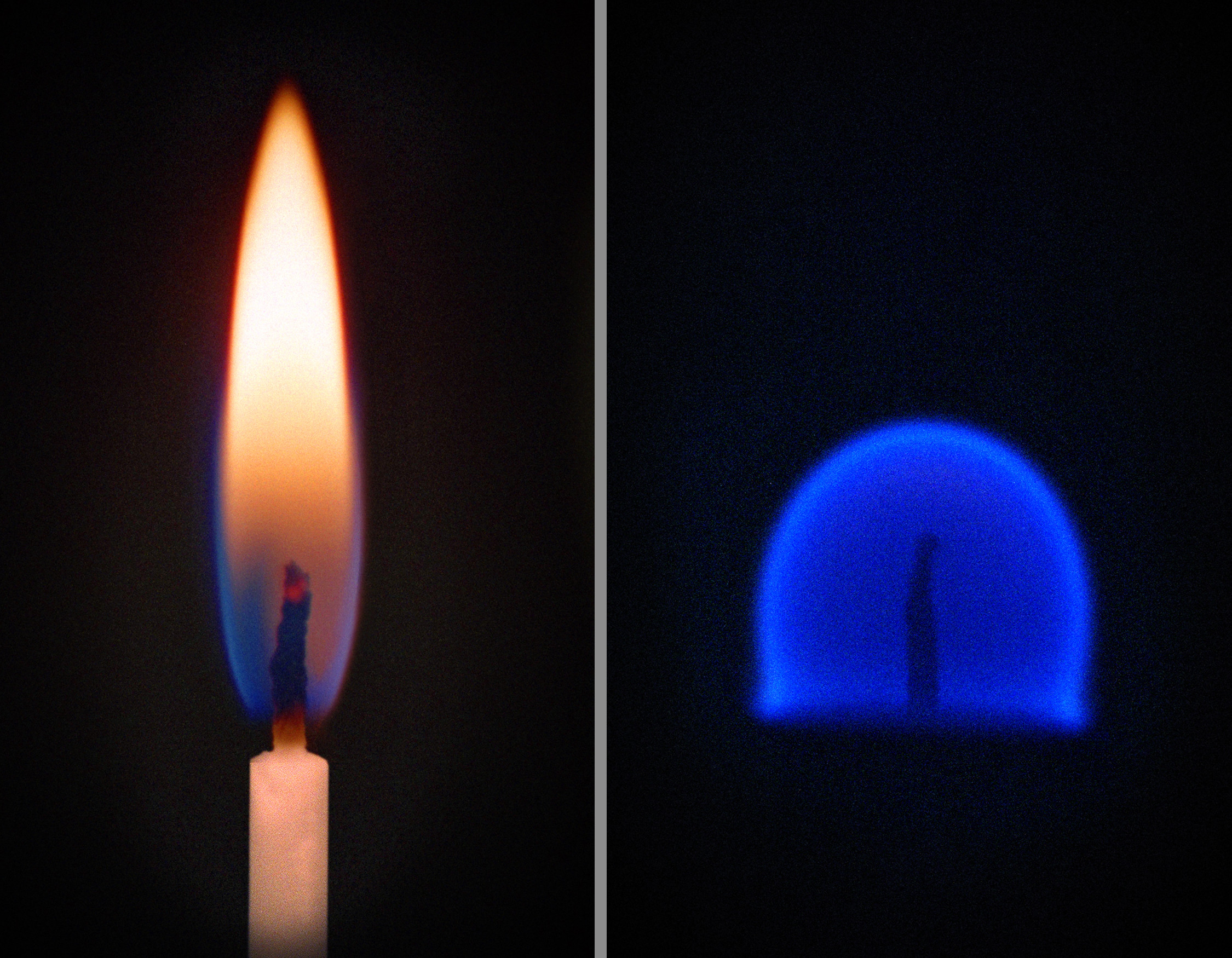
همسنجی سوزش یک شمع بر روی زمین (چپ) و در یک محیط میکروگرانش، مانند آنچه در ایستگاه فضایی بین‌المللی هست(راست).
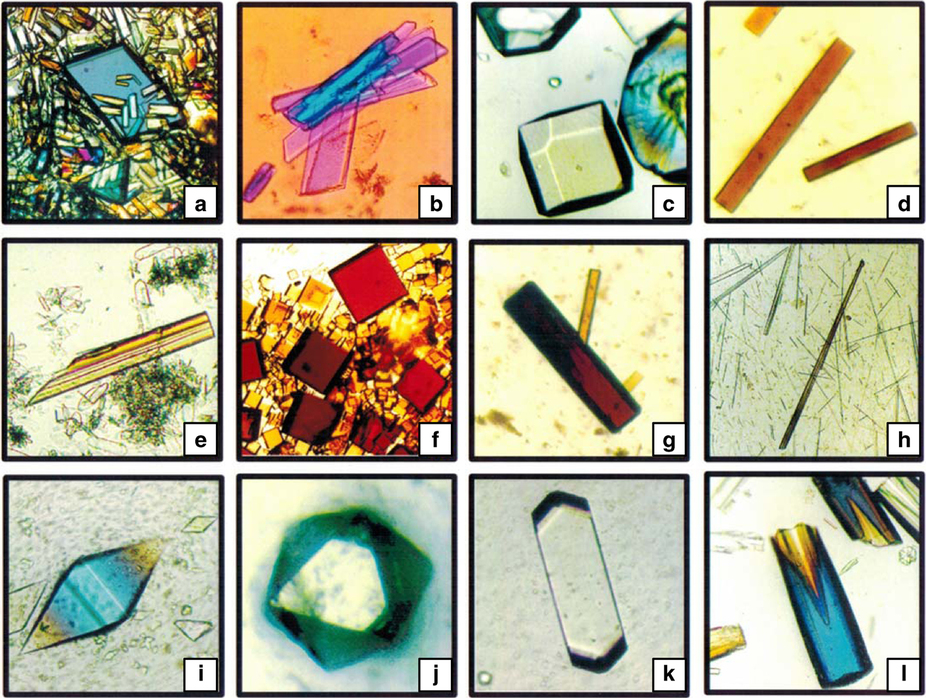
کریستالهای پروتئین پرورش یافته به دست دانشمندان آمریکایی در ایستگاه فضایی میر در 1995.
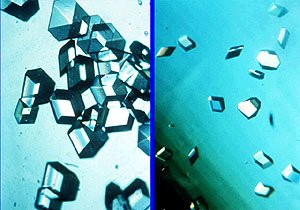
همسنجی رشد کریستالهای انسولین در فضای بیرون(چپ) و بر روی زمین(راست).